# Bi arnas
Bi arnas (lit. ‘Dues respiracions’) és una pel·lícula documental del 2022 dirigida per Jon Mikel Fernández Elorz L'obra tracta sobre les tortures de la policia espanyola i la guàrdia civil durant el conflicte basc i compta amb la participació de Mari Nieves Diaz, Iratxe Sorzabal, Nekane Txapartegi, Paco Etxeberria i Serge Portelli.
El 14 de març de 2023 es va emetre al programa Sense ficció de TV3, amb el doblatge únicament dels diàlegs en basc i francès. El programa va ser el més vist de la seva franja amb una quota d'audiència del 10,1% i 193.000 espectadors.

## Argument
En aquesta història s'expliquen dues respiracions, les d'Iratxe Sorzabal i de Mari Nieves Diazena, la seva mare. Cadascuna a la seva manera han patit la falta d'alè provocada per la tortura.